# 야오와파 부라폰차이
야오와파 부라폰차이(태국어: เยาวภา บุรพลชัย, 별명: 뷰(วิว →경치); 1984년 9월 6일 ~ )는 타이의 여성 태권도 국가대표이다. 2004년 하계 올림픽 태권도 여자 49kg급에서 동메달을 획득하였다.
2002년부터 시합을 시작하였다. 태권도 여자 49 kg 첫 경기에서 스페인의 브리히테 야궤에게 승리하였으나, 준준결승전에서 쿠바의 라브라다 야네리스에게 패배하였다. 그녀는 패자부활전 토너먼트에서 캐나다의 곤도 르베트와 콜롬비아의 그라디스 알리시아 모라 로메로에게 승리하여 동메달 획득하였고, 권투와 역도 이외의 첫 타이 올림픽 메달리스트가 되었다.
또한, 그녀는 유니버시아드 대회, 2003년 세계 태권도 챔피언십 그리고 세계 태권도 올림픽 경기 제한 토너먼트에서 동메달을 획득하였고, 같은 연도의 동남아시아 경기 대회에서 금메달을 획득하였다.
이후, 그녀는 아테네에서 디아즈에게 패했고, 2002년 아시안 게임 금메달 시합에서 임수정에게 패하였다. 2005년 동남아시아 경기 대회 첫 경기에서 필리핀 선수 로렌 로렐라이 카탈란에게 패하였으나, 타이 당국은 심판이 그녀를 속였으며, 이 경기가 개최국인 필리핀이 연루되었다고 주장하였다.

## 상훈
- 디렉쿠나폰 훈장 4등급(2004년)
- 디렉쿠나폰 훈장 3등급(2005년)

## 같이 보기
- 올림픽 태권도 메달리스트 목록